# Another Brick in the Wall (Roger Waters)
„Another Brick in the Wall“ je sedmý singl britského hudebníka Rogera Waterse, který je známý především jako zpěvák a baskytarista skupiny Pink Floyd, od níž odešel v roce 1985. Singl byl vydán na podzim 1990 (viz 1990 v hudbě).
Singl pochází z koncertního alba The Wall - Live in Berlin, které bylo nahráno na velkém koncertě, který Roger Waters uspořádal k pádu berlínské zdi. Waters zde s mnoha hostujícími hudebníky odehrál téměř celé album Pink Floyd The Wall (až na poslední skladbu, kterou nahradil jinou).
Tento singl byl vydán ve dvou verzích. Klasická sedmipalcová SP deska obsahuje zkrácenou verzi písně „Another Brick in the Wall (Part 2)“ (zpěv Cyndi Lauper) a na B straně skladbu „Run Like Hell“ v nové studiové verzi. Na dvanáctipalcovém EP a CD se nachází kromě těchto dvou písní ještě albová, nezkrácená verze skladby „Another Brick in the Wall (Part 2)“

## Seznam skladeb

### 7" verze
1. „Another Brick in the Wall (Part 2) – Edited“ (Waters) – 4:01
2. „Run Like Hell (Potsdamer Mix)“ (Gilmour/Waters) – 6:12

### 12" a CD verze
1. „Another Brick in the Wall (Part 2) – Edited“ (Waters) – 4:01
2. „Run Like Hell (Potsdamer Mix)“ (Gilmour/Waters) – 6:12
3. „Another Brick in the Wall (Part 2) – Full Version“ (Waters) – 6:26